# Mühlhausen (Horní Falc)
Mühlhausen je obec v německé spolkové zemi Bavorsko, v zemském okrese Neumarkt in der Oberpfalz ve vládním obvodu Horní Falc.
Žije zde přibližně 5 200 obyvatel.

## Poloha
Sousední obce jsou: Berching, Deining, Freystadt a Sengenthal.